# Адити
Адити (санскр. अदिति, IAST: Aditi; буквально: «несвязанность», «бесконечность») — в ведийской религии олицетворяет собой женское начало, высшее воплощение материнства и воплощение световой энергии Вселенной. Адити — жена мудреца Кашьяпы и мать двенадцати богов-адитьев (суров).
Противоположность другой жены Кашьяпы по имени Дити («гибель», «конечность»), матери асуров, гигантов и демонов. Дети Адити («бесконечности») уничтожают могущество демонов-асуров после многочисленных и жестоких битв с ними. Обе жены упоминаются в Ведах, хотя образ Адити в них гораздо более выработан.
В «Ригведе» её часто просят о защите (1.107, 2.27, 4.25, 6.75, 7.40). В одном из гимнов (1.89) Адити называют небом, воздушным пространством, матерью, отцом, сыном, всеми-Богами, пятью родами людей, тем, что рождено и тем, что должно родиться. Она содержит поселения людей (1.136). Её сравнивают с коровой (1.153). К Адити (вместе с другими богами) обращаются с просьбой о счастье (1.89, 1.94). Адити просят избавить от грехов, вины (1.162, 4.39). С ней пару раз отождествляется Агни (2.1, 4.1). Адити готовит целебное средство Рудры (1.43), связана с приготовлением сомы (9.71), создает восхваление для Индры (8.12). В космогоническом гимне (10.72) от Адити рождается Дакша и от Дакши — Адити.

### Материнство

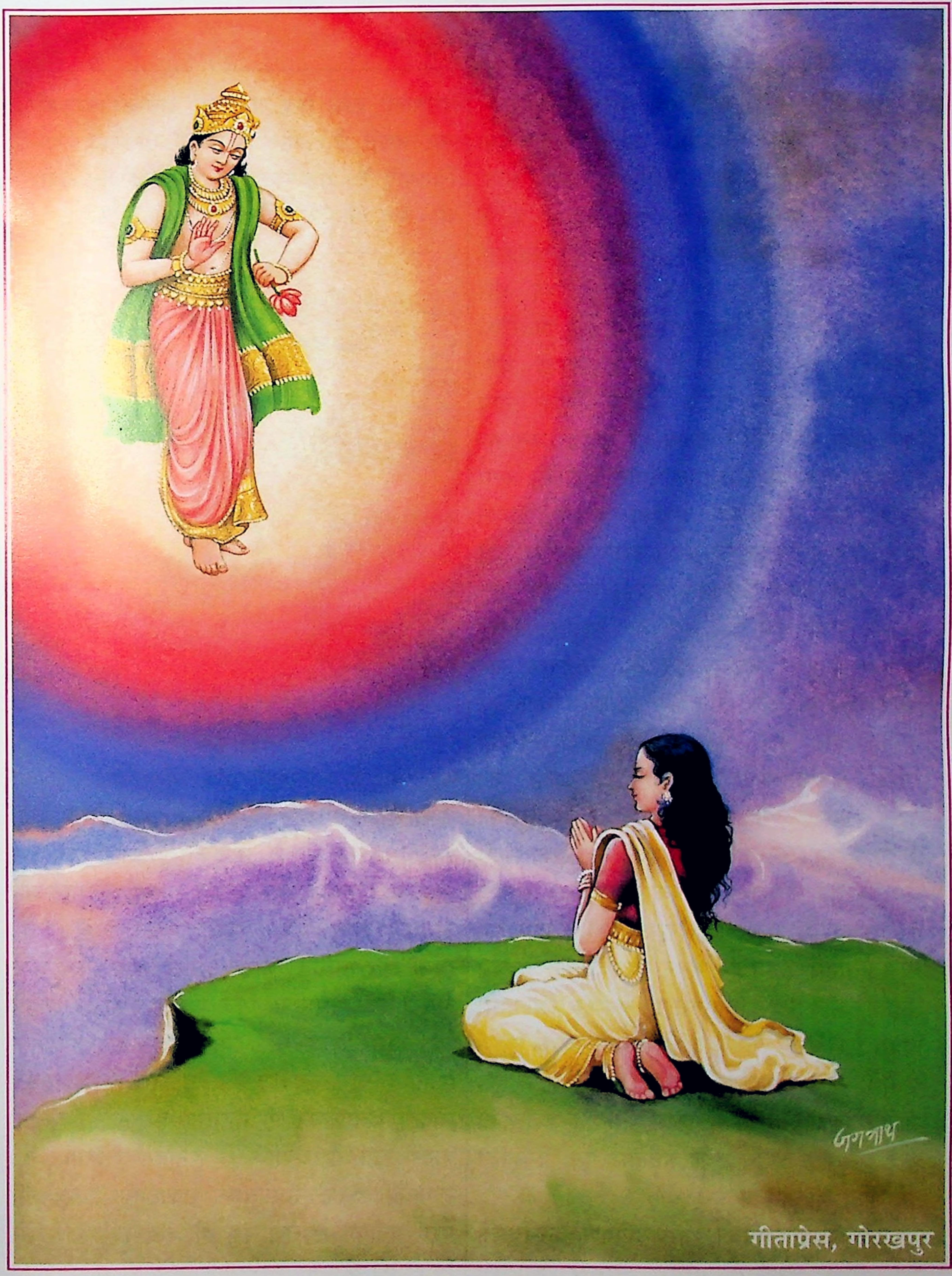
Адити обращается к Сурье, своему сыну.

У Адити от мудреца Кашьяпы есть 33 сына, из которых двенадцать назывались Адитьями, одиннадцать - Рудрами и восемь - Васу. Адити считается матерью великого бога Индры, царей (Мандала 2.27) и богов (1.113.19). В Ведах Адити - это Девамата (мать небесных богов), поскольку из её космической матрицы и в её космической матрице родились все небесные тела. Она в первую очередь мать 12 Адитьев, среди которых есть Вивасван, Арьяман, Пуна, Твана, Савитар, Бхага, Дхата, Варуна, Митра и Шакра (Индра). Она также является матерью Ваманы, аватары Вишну. Вамана, сын Адити, родился в месяце Шравана (пятый месяц индуистского календаря, также называемый Авани) под звездой Шравана. На небесах появилось много благоприятных знаков, предвещающих удачу этого ребёнка. В Ригведе Адити - одна из самых важных фигур. В качестве материнского присутствия Адити часто просят охранять того, кто обращается к ней с просьбой о помощи (1.106.7; 8.18.6), или обеспечивать его или её богатством, безопасностью и изобилием (10.100; 1.94.15).

### Творчество
Адити обычно упоминается в Ригведе вместе с другими богами и богинями. Нет ни одного гимна, адресованного исключительно ей, в отличие от других ведических богов. Вероятно это связано с тем, что она не связана с каким-то конкретным природным явлением, как другие боги. В отличие от Ушас и Притхиви, Адити можно определить как космического творца.
Стих про то, что Дакша родился от Адити, а Адити родилась от Дакши рассматривается теософами как упоминание вечного циклического возрождения одной и той же божественной Сущности и мудрости.

### Свобода
Адити - несвязанная, свободная душа, и из гимнов ей видно, что её часто призывают освободить просителя от различных препятствий, особенно от греха и болезней. (2.27.14). В одном из гимнов её просят освободить просителя, связанного, как вора (8.67.14). Как та, кто его развязывает, она похожа на воего сына Варуну - хранителя риты, космического порядка, позже сменившегося понятием Дхармы. Её называют защитницею живых существ (1.136).

### Могущество
Ведическая культура приписывала Адити статус первого божества, хотя она не единственная, кому в Ведах приписывался этот статус. В Ригведе к ней обращаются как к «могущественной». Среди её оружия - знаменитая Тришула и меч.

### Ездовое животное
Как и у многих других индуистских богов и богинь, у Адити есть савари (ездовое животное). Адити летает по бескрайнему небу на фениксе. Феникс символизирует силу и честь.

### Храм
Известен древний храм Адити. Он расположен недалеко от пещеры, высеченной в скале, в Вижиньяме, Керала.

## Эпитеты
- «Суха́ва» — легко призываемая
- «Ана́рва» — безграничная
- «Сварва́ти»— сверкающая
- «Джьотишма́ти»— сияющая